# Ситија
Ситија (грч. Σητεία) општина је у Грчкој. По подацима из 2011. године број становника у општини је био 19.720.

## Становништво
| 2011.  |
| ------ |
| 19,720 |